# Шпигельберг
Шпигельберг (нем. Spiegelberg) — община в Германии, в земле Баден-Вюртемберг. 
Подчиняется административному округу Штутгарт. Входит в состав района Ремс-Мур.  Население составляет 2135 человек (на 31 декабря 2010 года). Занимает площадь 28,22 км².

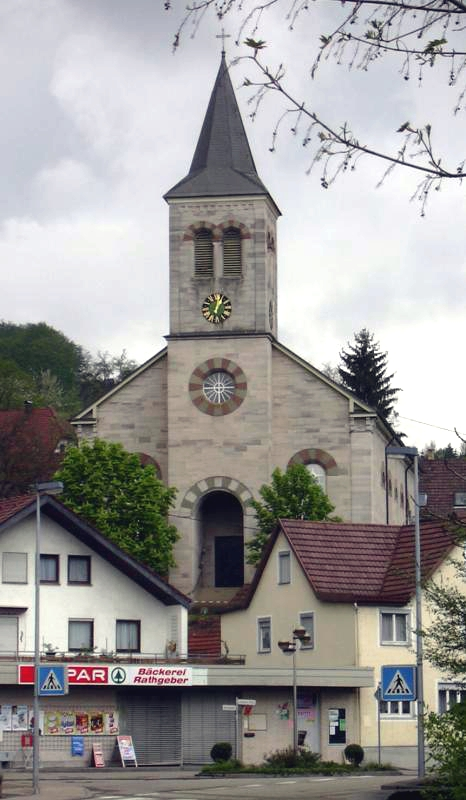
Церковь